# Nowra (New South Wales)
Nowra er en by i New South Wales i Australien. Byen blev grundlagt i 1852 og havde i 2010 en befolkning på 34.479.[kilde mangler]